# Mustang Ridge (Teksas)
Mustang Ridge je grad u američkoj saveznoj državi Teksas. Prema popisu stanovništva iz 2010. u njemu je živjelo 861 stanovnika.